# Henry Kendall
Ne doit pas être confondu avec Henry Way Kendall.
Pour les articles homonymes, voir Kendall.
 (janvier 2012).
Henry George Kendall (30 janvier 1874 - 28 novembre 1965) est un capitaine de navire britannique. Il est connu pour avoir survécu à plusieurs naufrages ainsi que pour son leadership lors de la Première Guerre mondiale.

## Jeunesse et début de carrière
Henry George Kendall est né à Chelsea en Grande-Bretagne en 1874 mais passe la majeure partie de sa jeunesse dans le quartier d'Everton à Liverpool. Il commence son apprentissage de marin sur un bateau de la marine marchande britannique naviguant sur le fleuve Mersey et en 1889 à l'âge de quinze ans il obtient son premier emploi de mousse à bord du Iolanthe sur la route maritime de l'Australie. Témoin d'un meurtre à bord, il s'enfuit pour sa sécurité et tente sa chance dans les mines d'or du Queensland. Il tente ensuite sa chance à Thursday Island dans la cueillette des perles mais se rembarque finalement sur un vieux rafiot à destination de la Grande-Bretagne. Le voyage de retour fut pénible, mais après 195 jours, il arrive à Falmouth et rejoint sa famille qui le croyait mort.
Malgré ce premier voyage, il retourne à la mer, sur un gréeur nommé Liverpool, où il termine son apprentissage de marin et devient premier-maître. Il se joint ensuite à une entreprise mieux établie, la Beaver Line de l'armateur Elder Dempster. 
À l'âge de vingt-deux ans, il se marie avec Jane « Minnie » Jones. Officier à bord du SS Lusitania, il survit au naufrage de ce dernier en 1901 au large des côtes de Terre-Neuve. Il obtient son premier commandement en 1908. Deux ans plus tard, il est nommé capitaine du SS Montrose (en) de la Canadian Pacific Steamship Company. Il devient célèbre pour son rôle dans la capture d'Hawley Harvey Crippen.

## Empress of Ireland

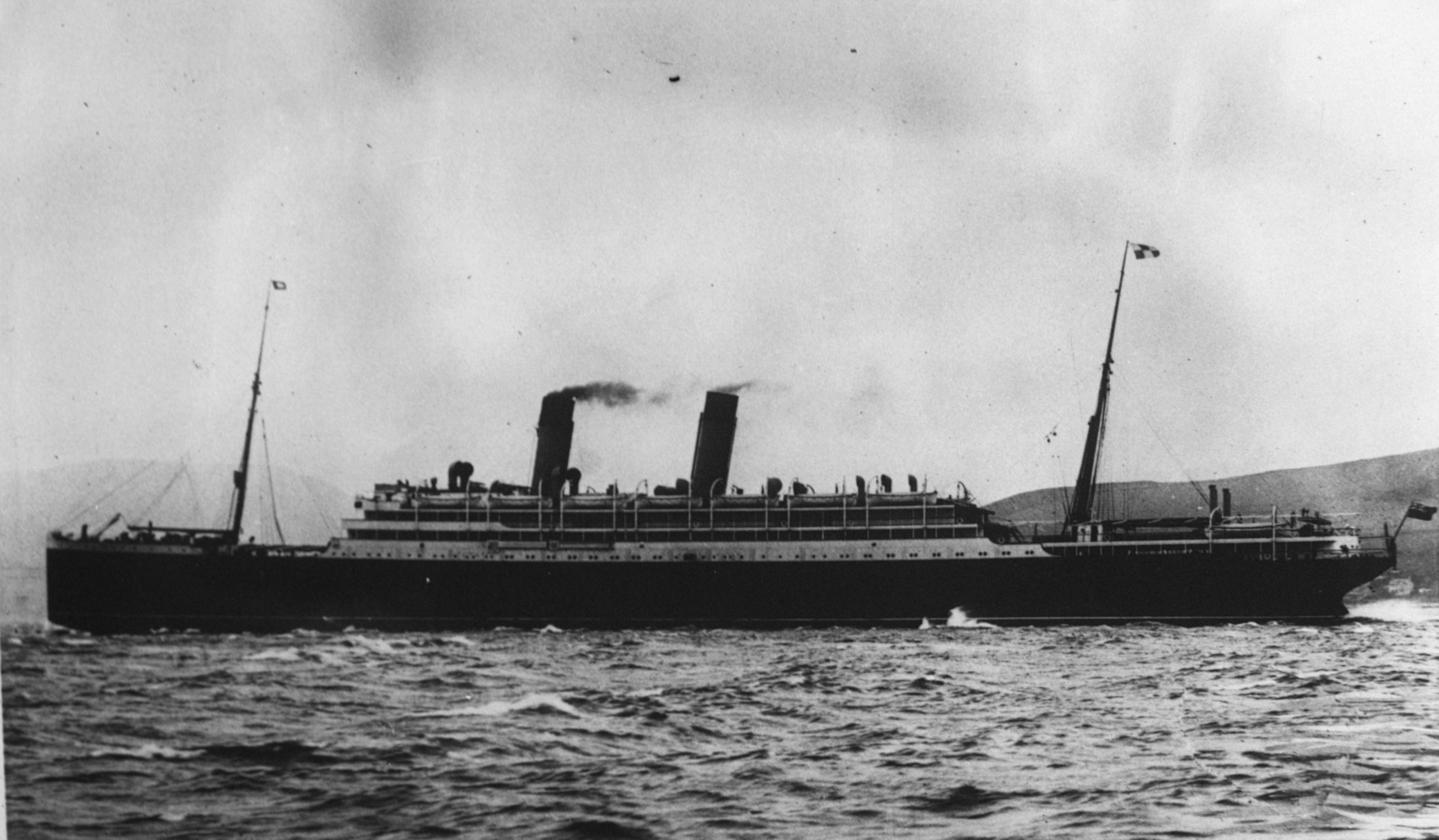
L’Empress of Ireland

En mai 1914, Henry Kendall est nommé capitaine de l'Empress of Ireland. Le même mois, lors de sa première descente du fleuve Saint-Laurent avec Kendall aux commandes, le navire coule après être entré en collision avec le Storstad près de Pointe-au-Père. Éjecté de la passerelle lors de la collision, Kendall survit au naufrage.

## Première Guerre mondiale
Henry Kendall est par la suite posté à Anvers, en Belgique. Lors de l'invasion de cette dernière par l'Allemagne, le consulat britannique d'Anvers accueille environ 600 réfugiés. De concert avec le consul Sir Cecil Hertslet, Kendall établit un plan d'évacuation prévoyant utiliser le Montrose pour remorquer le SS Montreal en dehors du port, vers l'Angleterre.
Il rejoint par la suite l'équipage du HMS Calgarian (en) et y sert jusqu'en 1918. En mars 1918, le navire est torpillé par le sous-marin allemand SM U-19. Kendall survit au naufrage.